# Campeonato Mundial de Tiro al Blanco Móvil de 2016
El XI Campeonato Mundial de Tiro al Blanco Móvil se celebró en Suhl (Alemania) entre el 15 y el 22 de julio de 2016 bajo la organización de la Federación Internacional de Tiro Deportivo (ISSF) y la Federación Alemana de Tiro Deportivo.

## Resultados

### Masculino
| Evento                            | Oro                            | Plata                             | Bronce                                |
| --------------------------------- | ------------------------------ | --------------------------------- | ------------------------------------- |
| Blanco móvil 50 m (17.07)         | Maxim Stepanov · Rusia · 590   | Mijail Azarenko · Rusia · 589     | Emil Martinsson · Suecia · 587        |
| Blanco móvil 50 m (equipos)       | Rusia · 1761                   | Hungría · 1746                    | República Checa · 1743                |
| Blanco móvil mixto 50 m (18.07)   | Emil Martinsson · Suecia · 396 | Jesper Nyberg · Suecia · 393      | Pak Myong-Won Corea del Norte 392     |
| Blanco móvil mixto 50 m (equipos) | Rusia · 1172                   | Suecia · 1167                     | Hungría · 1159                        |
| Blanco móvil 10 m (20.07)         | Łukasz Czapla · Polonia · 10   | Pak Myong-Won Corea del Norte 8   | Bedřich Jonáš · República Checa · 6   |
| Blanco móvil 10 m (equipos)       | Finlandia · 1718               | Suecia · 1713                     | Rusia · 1712                          |
| Blanco móvil mixto 10 m (21.07)   | Emil Martinsson · Suecia · 390 | Pak Myong-Won Corea del Norte 387 | Tomi-Pekka Heikkilä · Finlandia · 384 |
| Blanco móvil mixto 10 m (equipos) | Finlandia · 1146               | Suecia · 1135                     | Corea del Norte 1134                  |

### Femenino
| Evento                            | Oro                            | Plata                            | Bronce                        |
| --------------------------------- | ------------------------------ | -------------------------------- | ----------------------------- |
| Blanco móvil 10 m (22.07)         | Halyna Avramenko · Ucrania · 6 | Yuliya Eidenzon · Rusia · 4      | Zhao Li Li China 6            |
| Blanco móvil 10 m (equipos)       | China 1132                     | Rusia · 1124                     | Ucrania · 1119                |
| Blanco móvil mixto 10 m (22.07)   | Yang Zeng China 388            | Halyna Avramenko · Ucrania · 385 | Yuliya Eidenzon · Rusia · 379 |
| Blanco móvil mixto 10 m (equipos) | China 1141                     | Rusia · 1128                     | Ucrania · 1122                |

## Medallero
| Núm. | País            | Oro | Plata | Bronce | Total |
| ---- | --------------- | --- | ----- | ------ | ----- |
| 1    | Rusia           | 3   | 4     | 2      | 9     |
| 2    | China           | 3   | 0     | 1      | 4     |
| 3    | Suecia          | 2   | 4     | 1      | 7     |
| 4    | Finlandia       | 2   | 0     | 1      | 3     |
| 5    | Ucrania         | 1   | 1     | 2      | 4     |
| 6    | Polonia         | 1   | 0     | 0      | 1     |
| 7    | Corea del Norte | 0   | 2     | 2      | 4     |
| 8    | Hungría         | 0   | 1     | 1      | 2     |
| 9    | República Checa | 0   | 0     | 2      | 2     |
|      | TOTAL           | 12  | 12    | 12     | 36    |